# Bergen (Limburgo)
Bergen (en limburgués: Baerge) es un municipio y una localidad de la Provincia de Limburgo de los Países Bajos.